# Odontophorus hyperythrus
El corcovado castaño o perdiz colorada (Odontophorus hyperythrus) es una especie de ave galliforme de la familia Odontophoridae endémica de Colombia.

## Hábitat
Vive en el bosque húmedo de montaña y en los bordes densos del Huila-Neiva de altitud, entre los 1.600 y 2.700 m de altitud.

## Descripción
Mide 25 a 28 cm de longitud. Presenta piel desnuda alrededor del ojo y línea posocular blancas; el plumaje del dorso color castaño con vermiculado negro; puntos negros en las escápulas y matices color ante y grisen la nuca y las alas; el macho presenta mejillas y partes inferiores color castaño rojizo rufo; la hembra tiene el pecho y el vientre marrón grisáceo.

## Alimentación
Se alimenta de frutos caídos, semillas e invertebrados.

## Comportamiento
Permanece en grupos familiares de hasta 9 individuos, que buscan alimento durante el día entre la hojarasca del bosque. En la noche duermen en ramas de árboles, ubicadas entre 6 y 10 m de altura del suelo.

## Reproducción
Construye un nido en forma de túnel cubierto de fragmentos de hojas y ramas, con una cámara de 20 cm de profundidad por 15 cm de ancho y la entrada de 10 cm de diámetro. La hembra pone 4 a 5 huevos de color crema. La incubación dura 27 a 29 días y los polluelos duermen uno  os días más el nido y luego permanecen con el grupo.